# Buzzi Unicem
 (janvier 2021).
Si vous disposez d'ouvrages ou d'articles de référence ou si vous connaissez des sites web de qualité traitant du thème abordé ici, merci de compléter l'article en donnant les références utiles à sa vérifiabilité et en les liant à la section « Notes et références ».
Ne doit pas être confondu avec UNICEM.
Buzzi S.p.A. est une société italienne spécialisée dans le secteur du ciment et de ses dérivés, béton prêt à l'emploi et l'argile expansée. La société est cotée à la bourse italienne de Milan et fait partie du MIB 30.
Le siège social de la société est implanté à Casale Monferrato, dans le Piémont. Son président est Veronica Buzzi et administrateur délégué est Pietro Buzzi. La société est contrôlée par les holdings de la famille Buzzi, Presa SpA (44 %) et Fimedi SpA (10 %).
Bien que la date de création de la société Buzzi Unicem SpA ne remonte qu'à septembre 1999, date de la fusion de Unicem SpA et de Buzzi Cementi SpA, l'histoire de ces deux cimentiers préalablement indépendants, est très riche.
L'année 2023 a été marquée par le changement de nom de l'entreprise de Buzzi Unicem SpA à Buzzi SpA, marquant une nouvelle étape dans l'histoire de l'entreprise.

## Histoire
L'année 2023 a été marquée par le changement du nom de l'entreprise de Buzzi Unicem SpA à Buzzi SpA. Un changement amorcé au début de l'année avec la révision de la structure de l'entreprise en Italie (naissance de Buzzi Unicem Srl) et qui vise à identifier plus clairement le rôle de la société mère en tant qu'entité juridique responsable de la propriété, de la gestion et de la coordination de toutes les filiales italiennes et étrangères.
En octobre 2024, la société a finalisé l'acquisition auprès du Grupo Ricardo Brennand de 50 % de NCPAR, la coentreprise 50/50 à travers laquelle Buzzi opère au Brésil depuis 2018.
La même année, Buzzi finalise la vente de ses actifs en Ukraine à CRH.

### Buzzi-Unicem S.p.A.
C'est au mois de septembre 1999 que Buzzi Cementi fusionne avec Unicem SpA, pour donner naissance au second cimentier italien derrière Italcementi et figure au palmarès des dix plus gros cimentiers mondiaux. La société sera cotée à la Borsa Italiana de Milan. La nouvelle entité compte treize sites de production en Italie, cinq aux États-Unis et deux au Mexique. Dans le secteur du béton prêt à l'emploi, la société contrôle les italiens Unical et Betonval et dispose de cent-quatre-vingts unités de production sur tout le territoire italien. Lors de sa création, le nouveau groupe dispose d'une capacité de production de ciment de 15 millions de tonnes par an et fabrique 7,7 millions de mètres cubes de béton avec 3 950 salariés. Fin 1999 la participation de Buzzi Unicem dans l'américain Alamo Cement passe de 66,7 % à 100 %. Le 4 mai 2000 les sociétés Cementeria di Augusta SpA et Cementeria di Barletta SpA fusionnent, donnant naissance à UNIMED, Cementerie del Mediterraneo SpA, société cotée à la Borsa Italiana et dont Buzzi Unicem détient 77 % du capital.
L'année 2001 marque un tournant dans la stratégie de croissance et de diversification internationale du groupe. Au mois de juin, Buzzi Unicem annonce une alliance avec la famille Dyckerhoff, actionnaire de référence du groupe cimentier allemand du même nom. L'accord prévoit que Buzzi Unicem prenne dans un premier temps une participation dans le capital de Dyckerhoff AG de 34 %. La famille Dyckerhoff se réservant une option de vente jusqu'à fin 2004 sur une seconde tranche de 34 % du capital. En septembre 2001 Buzzi Unicem signe un accord avec Laterlite pour l'intégration des activités des deux groupes dans le secteur de l'argile expansée, des matériaux légers et des blocs préfabriqués isolants. L'accord prévoit le regroupement des secteurs des deux sociétés Buzzi et Unicem, les sites de Lentella et Enna et les sites Laterlite de Rubbiano et Bojano, dans une nouvelle entité dont Buzzi-Unicem détiendra 30 %. À la fin de 2001, la filiale mexicaine Corporación Moctezuma annonce la construction d'une nouvelle cimenterie dans l'État de San Luis Potosí. En novembre 2001 l'incorporation de Unimed SpA dans Buzzi Unicem SpA est finalisée. À la même période la famille Dyckerhoff vend 34 % du capital du cimentier Dyckerhoff AG. Buzzi Unicem en rachète directement 10 % et la Banque Sanpaolo IMI, liée à Buzzi-Unicem, 24 %. La participation de Buzzi-Unicem dans Dyckerhoff passe ainsi à 44 %.
Au cours des années 2002 et 2003, la prise de contrôle progressive de Dyckerhoff se poursuit,. Au cours du premier trimestre Buzzi-Unicem rachète à Holcim 5,50 % du capital qu'il détenait encore. En juin un OPE pour obtenir la majorité du capital est lancée avec succès. Buzzi Unicem détient 55,9 % du capital de Dyckerhoff en fin d'année 2003. Buzzi Unicem et Sika signent un accord pour la cession à Buzzi Unicem des 50 % de Addiment Italia Srl encore détenus par Sika. Buzzi Unicem et Sika signent également un accord de coopération sous forme de coentreprise pour la poursuite commune de l’activité recherche chimique dans le bâtiment. Au cours du premier trimestre 2004 Buzzi-Unicem détient 67 % du capital du cimentier allemand Dyckerhoff. Buzzi Unicem SpA est alors présent dans neuf pays, avec quarante-et-une cimenteries et une capacité de production de ciment de 38 millions de tonnes par an, 15 millions de mètres cubes de béton et un effectif de 11 800 salariés.
En janvier 2004 toutes les activités américaines du nouveau groupe Buzzi Unicem SpA fusionnent : 100 % RC Cement avec la filiale de Dyckerhoff, ce qui donne naissance à Buzzi-Unicem USA. En y adjoignant les activités de Alamo Cement, Buzzi Unicem devient le quatrième producteur de ciment américain, avec une part de marché qui dépasse les 10 % au niveau fédéral, mais de 20 % dans les états où l'italien est implanté et distribué. En Italie, Buzzi Unicem rachète Cementi Riva. Sa participation dans Cementi Moccia passe de 30 % à 50 %. Au Mexique la nouvelle cimenterie de Cerritos est mise en service, elle dispose d'une capacité de production de 1,25 million de tonnes par an et la construction d'une seconde ligne jumelle est entreprise.
Fin janvier 2005, la participation de Buzzi-Unicem dans Dyckerhoff arrive à 91,20 %. Le Conseil d'administration nomme, en novembre 2005, avec effet au 1er janvier 2006, Pietro Buzzi, 44 ans, administrateur délégué responsable de la Corporate Finance et Michele Buzzi, 42 ans, administrateur délégué responsable de la conduite des Opérations. Buzzi-Unicem USA décide d'y réaliser un important projet de modernisation des unités en service et d'expansion de la capacité de l'usine de Selma (État du Missouri aux États-Unis), pour le porter à 2,3 millions de tonnes (contre 1,3 million actuellement). L'investissement total sera de 262 millions de dollars et la mise en service fixée au second semestre 2008.
En janvier 2006, la filiale Ciments Luxembourgeois cède 80 % de Eurobéton, société spécialisée dans la fabrication et la vente de produits en béton. Fin juin 2006, Buzzi-Unicem remporte l'appel d'offres de privatisation de deux sociétés algériennes, les cimenteries Hadjar Soud et Sur El Ghozlane. Buzzi-Unicem rachète dans un premier temps 35 % du capital et a la responsabilité de la gestion des deux unités. Le 18 octobre 2006 le nouveau terminal d'importation d'agrégats de Houston Cement Company, une coentreprise entre Ash Grove, Alamo Cement et Texas Lehigh, est inaugurée. Avec une capacité de 3 millions de tonnes par an, ce nouveau terminal est le plus important du pays. Le 30 octobre 2006, le conseil d'administration décide de proposer une OPA à tous les actionnaires minoritaires de Dyckerhoff AG pour s'approprier la totalité du capital du cimentier Dyckerhoff AG non encore en possession de Buzzi-Unicem. En novembre 2006 Buzzi-Unicem signe avec SACCI un accord pour l'achat, à travers sa filiale à 100 % Unical SpA, des 30 % restants de Betonval SpA, société déjà contrôlée à 70 % et spécialisée dans la fabrication et la vente de béton prêt à l'emploi en Toscane.
Le 2 janvier 2007 les actions Buzzi-Unicem (BZU.MI) entrent dans l'indice S&P/MIB 30 de la Borsa Italiana (équivalent du CAC 40 en Italie). Au même moment, la société néerlandaise Basal, qui dispose de vingt-deux sites de fabrication de béton prêt à l'emploi et de deux carrières, est rachetée. Fin janvier 2007, les travaux pour la construction de la cinquième ligne de la cimenterie de Suchoi Log, démarrent. Le nouveau site permettra à la société de devenir un des plus importants fabricants de ciment en Russie et de couvrir notamment la région de Sverdlovsk. Les 11 et 12 mai 2007, Buzzi Unicem fête le Centenaire de la société. Fin mai 2007 Buzzi Unicem annonce le lancement du projet de construction, dans la région de Orenbourg en Russie, à 35 km de la frontière avec le Kazakhstan, d'une usine greenfield pour une production annuelle de deux millions de tonnes de ciment par an. En août 2007, le conseil d'administration de la filiale Corporación Moctezuma décide la construction d'une cimenterie greenfield dans l'État de Veracruz, avec une capacité de 1,3 million de tonnes par an. Fin décembre 2007, Buzzi-Unicem finalise le contrat pour le rachat de 35 % des deux cimenteries algériennes Hadjar Soud et Sour El Ghozlane.
- Le 5 avril 2018, le Bundeskartellamt (German Federal Cartel Authority) a autorisé la filiale allemande Dyckerhoff GmbH à racheter la totalité du cimentier Portland Zementwerke Seibel & Söhne GmbH & Co. KG.. Cette société dispose d'une cimenterie à cycle complet implantée à Erwitte, en Rhénanie Septentrionale - Vestfalia. Dyckerhoff dispose de deux établissements dans la région, à Geseke et Lengerich.

En 2023, l'entreprise a changé son nom de Buzzi Unicem SpA à Buzzi SpA, marquant ainsi une nouvelle étape dans l'histoire de l'entreprise.

### Buzzi Cementi
La société Fratelli Buzzi SpA est créée en 1907 par Pietro et Antonio Buzzi, pour la production de ciment, à Trino, dans la province de Verceil, à l'est de Turin.
- 1923 : une seconde cimenterie entre en service à Casale Monferrato dans la province d'Alessandria, au sud de Turin, disposant de deux fours verticaux automatiques et d'un four pour la chaux : la chaux forte de Casale aux excellentes caractéristiques hydrauliques était très recherchée à l'époque. L'usine de Trino fonctionnait déjà avec trois fours verticaux automatiques à l'époque.
- 1965 : la troisième génération de la famille Buzzi prend la direction du groupe. La construction d'une cimenterie à Robilante, près de Cuneo au sud de Turin, est alors entreprise. L'usine est réalisée à partir d'une étude de conception interne à la société Fratelli Buzzi SpA. Le groupe Fratelli Buzzi est parmi les premiers cimentiers au monde à se diversifier et développer le béton prêt à l'emploi.
- 1975 : la production de l'argile expansée débute dans l'usine de Trino. La cimenterie de Robilante inaugure une troisième ligne de production de ciment.
- 1979 : le groupe entame son expansion à l'étranger avec le rachat de l'américain Alamo Cement de San Antonio au Texas. D'énormes travaux pour améliorer la qualité et le rendement sont entrepris sur les lignes humides encore en service. Rapidement les études pour transformer l'usine en voie sèche conduisent à la construction d'un nouvel établissement qui sera inauguré en 1981. Pour la première fois, sur le sol américain, une cimenterie ne sera pas le fruit d'un projet américain et les matériels de production seront importés, le tout d'Italie naturellement. Les cabinets d'ingénierie et industriels italiens spécialisés contribueront ensuite fortement à la mise au niveau des cimenteries du pays. La Cementi Alta Italia de Casale Monferrato sera rachetée comme en 1980, mais avec une part minoritaire la société Bargero, une des plus anciennes et réputées société du secteur.
- 1981 : la présence du groupe Buzzi à l'étranger s'accroit. Au Mexique avec le rachat de la Corporación Moctezuma, ancienne cimenterie avec une usine à Jiutepec (Cuernavaca) et le béton prêt à l'emploi à Mexico et Acapulco.
- 1987 : la cimenterie Gabba & Miglietta de Casale Monferrato est rachetée.
- 1990 : Addiment Italia, coentreprise entre le groupe Fratelli Buzzi et HeidelbergCement, premier fabricant de ciment allemand, est créée pour développer conjointement l'utilisation de produits chimiques dans le bâtiment (adjuvants pour le béton et les ciments spéciaux).
- 1993 : le groupe prend le contrôle complet de Alamo Cement aux États-Unis et porte à 50 % sa participation dans Corporación Moctezuma au Mexique.
- 1997 : F.lli Buzzi Cementi prend le contrôle total de Cementi Riva dont elle était entrée au capital au début des années 90. L'usine est située à Riva del Garda, près du lac. La filiale mexicaine Corporación Moctezuma met en service une toute nouvelle et ultra moderne cimenterie à Tepetzingo. En 1999 l'usine est doublée et sa capacité est portée à 2,4 millions de tonnes par an de ciment. La même année, une participation de 30 % est prise dans Cementi Moccia, dont le siège social et la cimenterie sont situés près de Naples.

Le 13 mai 1997 est le jour le plus important pour le groupe Buzzi. En effet c'est ce jour-là qu'est signé l'accord entre Fratelli Buzzi Cementi et IFI/IFIL, qui voit la holding de la famille Agnelli céder une partie du capital de UNICEM SpA ce qui conduira deux ans plus tard, à la fusion des deux grands groupes cimentiers italiens.
- 1998 : le plan industriel Buzzi Cementi - Unicem s'achève par la fusion des activités des deux groupes. La société résultante devient le second cimentier italien et figure parmi les dix plus grands groupes cimentiers mondiaux. Il englobe également Calcestruzzi SpA de Ravenna, rachetée par Unicem en fin d'année 1997.

### Unicem SpA
L'histoire de la société débute en 1872 quand Cementi Marchino, cimenterie fondée par le Geom. Luigi Marchino, démarre la fabrication de chaux dans l'usine de Casale Monferrato dans la province d'Alessandria, à l'est de Turin. En 1878 les premiers essais de cuisson du ciment pour obtenir du Portland naturel débutent.
- 1924 : la société, devenue Marchino & C., met en service le premier four rotatif de sa conception à Casale Monferrato.
- 1933 : Unione Cementi Marchino & C. voit le jour, c'est le fruit de la fusion de Marchino & C. avec Unione Italiana Cementi, à l'initiative du Sénateur Giovanni Agnelli. La production annuelle, obtenue avec quarante fours verticaux et six fours rotatifs placés dans sept sites différents, atteint le niveau extraordinaire pour l'époque de 500 000 tonnes.
- 1969 : après la fusion de SAICE (Industrie Cementifere Emiliane) avec Cementeria di Augusta, dont le propriétaire est IFI (Fiat), et Unione Cementi Marchino, la dénomination sociale devient Unicem SpA (UNIone CEmenterie Marchino ed Emiliane e di Augusta SpA). La production globale dépasse les 3,4 millions de tonnes par an.
- 1973 : Unicem SpA est cotée à la Borsa Italiana de Milan.
- 1979 : Unicem SpA débarque sur le marché américain, avec le rachat de 20 % de River Cement de Saint-Louis au Missouri. En Italie, Cementeria di Barletta et Cementi Nuoresi sont rachetées.
- 1981 : Unicem SpA se développe à nouveau aux États-Unis en reprenant 20 % de Hercules Cement, dont l'usine est à Stockertown en Pennsylvanie.
- 1982 : Unicem SpA rachète Signal Mountain Cement à Chattanooga au Tennessee.
- 1983 : Unicem SpA prend le contrôle de Savic à Padoue, qui dispose de deux usines à Cadola (BL) et Travesio (province de Pordenone).
- 1986 : au sein de l'usine de Guidonia Unicem SpA regroupe ses centres de recherche.
- 1987 : Cementeria di Augusta SpA est cotée à la Borsa Italiana, l'année suivante ce sera le tour de Cementeria di Barletta SpA. La même année Unicem SpA entame une politique de diversification dans les secteurs dérivés du ciment.
- 1995 : Unicem SpA rachète à Italcementi 33 % de RC Cement qu'elle détient et obtient ainsi le contrôle de 100 % du capital. Les activités du groupe aux États-Unis reposent sur quatre cimenteries.
- 1997 : le 13 mai, un accord entre Fratelli Buzzi Cementi et IFI/IFIL (Fiat) est signé. Il prévoit que la famille Agnelli cède une partie du capital de UNICEM SpA, détenu à 100 % et que les deux sociétés se rapprocheront en vue de leur fusion sous deux ans.
- 1998 : Unicem SpA lance la construction d'une nouvelle ligne de production, technologiquement avancée, de même nature que celles en service dans ses usines italiennes, à Chattanooga au Tennessee (Signal Mountain Cement).

### Dyckerhoff AG
Le 4 juin 1864, à Amöneburg, Wilhelm Gustav Dyckerhoff fonde, avec ses fils Gustav et Rudolf, la Portland-Cement-Fabrik Dyckerhoff & Söhne AG.
Vingt ans plus tard, le marché américain commande à Dyckerhoff la fourniture la plus importante jamais enregistrée à l'époque : 8 000 barils de ciment Portland pour réaliser le pied de la statue de la Liberté dans le port de New York.
- 1909 : les premiers fours rotatifs sont introduits pour la fabrication du ciment.
- 1911 : la forme juridique est modifiée en Dyckerhoff & Söhne GmbH.
- 1931 : après la fusion avec Wicking AG, la société Portland-Zementwerke Dyckerhoff Wicking AG voit le jour. La même année le ciment Portland blanc Dyckerhoff Weiss est commercialisé.
- 1936 : la société change encore de nom et devient Dyckerhoff Portland-Zementwerke AG.
- 1949 : Dyckerhoff est le premier fabricant de matériaux de construction à stocker le ciment dans des silos et à assurer des livraisons par camions citernes.
- 1956 : la dénomination sociale devient Dyckerhoff Zementwerke AG.
- 1959 : la production débute avec des fours à voie sèche et le béton prêt à l'emploi fait ses débuts.
- 1963 : Dyckerhoff rachète une usine en Espagne
- 1973 : la société se lance sur le marché luxembourgeois.
- 1977 : pour augmenter sa présence dans le béton prêt à l'emploi la division Dyckerhoff Transportbeton GmbH est créée.
- 1985 : le nom change encore et devient simplement Dyckerhoff AG ; la division Dyckerhoff Ausbauprodukte, pour couvrir le secteur des produits de finition, est créée.
- 1988 : Dyckerhoff AG se lance sur le continent Nord Américain
- 1991 : la société rachète la cimenterie de Deuna en Thuringe (ex RDA), en 1994 se propulse jusqu'en Russie, en 1996 en Pologne et en 1997 en République tchèque.
- 1995 : les divisions Ciment, Béton prêt à l'emploi et Produits de finitions (arrêtée en 2001) sont créées.
- 1997 : apparaissent les divisions Ciment Allemagne et Ciment International, qui seront transformées en 2001 en Ciment Allemagne/Europe occidentale et Ciment Europe Centre-orientale/Amérique.
- 1999 : le rachat de Lone Star Industries aux États-Unis s'achève.
- 2002 : le programme de restructuration Dyckerhoff 21 est lancé, un effort exceptionnel de renouvellement et mise à niveau dans le domaine de la gestion dans le but de rechercher une meilleure efficacité opérationnelle. En novembre, la famille Dyckerhoff vend 34 % du capital détenu dans Dyckerhoff AG au groupe cimentier italien Buzzi-Unicem SpA (10 %) et à la Banque italienne San Paolo IMI, liée à Buzzi-Unicem (24 %). La participation de Buzzi-Unicem SpA dans Dyckerhoff AG passe à 44 %.
- 2003 : Dyckerhoff cède ses intérêts en Espagne ainsi que les 50 % encore détenus dans Anneliese Zementwerke AG. Au même moment ils augmentent leur participation dans Ciments luxembourgeois à 93 %. Le processus de la prise de contrôle totale par Buzzi-Unicem SpA se poursuit.
- 2004 : au cours du premier trimestre, la participation de Buzzi-Unicem atteint 50 % du capital du cimentier allemand Dyckerhoff AG ; un mois plus tard, elle monte à 67 %.
- 2006 : le 30 octobre, Buzzi-Unicem SpA lance une OPE totalitaire sur le reste du capital de Dyckerhoff AG encore en circulation.

## Buzzi Unicem dans le monde
Le groupe Buzzi Unicem S.p.A. est un acteur principal dans le secteur du ciment et du béton prêt à l'emploi. Depuis sa création, le groupe est très actif à l'international. Le groupe est implanté dans 13 pays : Italie, Allemagne, Luxembourg, Pays-Bas, Pologne, République tchèque et Slovaquie, Ukraine, Slovénie, Russie, États-Unis, Mexique et Algérie.
Le groupe Buzzi Unicem SpA compte en 2017 :
- 40 cimenteries,
- une capacité de fabrication de 48 000 tonnes de ciment par an,
- une production de 33 312 tonnes de ciment,
- 486 centrales de production de béton prêt à l'emploi,
- 24 carrières d'extraction d'agrégats,
- un effectif de 11 128 salariés directs,
- un chiffre d'affaires global de 3,49 milliards €.

### Italie
Le groupe Buzzi Unicem SpA est très présent en Italie, pays de son origine où il commercialise ses productions sous les marques Buzzi-Unicem, Unical et Cementizillo. Il y compte 11 sites industriels où il produit 4,03 millions de tonnes de ciment en 2017 (+17 % sur 2016), 159 centrales à béton qui ont fabriqué 3,1 millions de m3 de béton prêt à l'emploi (+11,3 % sur 2016), 6 carrières qui ont extrait 855 000 tonnes d'agrégats (-4,3 % sur 2016) pour un chiffre d'affaires local de 427,8 millions € (+14,0 % sur 2016). L'effectif est de 1 632 salariés directs.
Le groupe dispose de participations dans les sociétés Cementi Moccia (50 %) et Laterlite (33 %).

### Allemagne, Luxembourg & Pays-Bas
Le groupe est très présent dans ces 3 pays avec les marques Dyckerhoff, Deuna Zement, Dyckerhoff Beton en Allemagne, Cimalux au Luxembourg et Dyckerhoff Basal Nederland aux Pays-Bas. Il y compte 9 sites industriels où il produit 6,6 millions de tonnes de ciment en 2017 (+6 % sur 2016), 125 centrales à béton qui ont fabriqué 4,5 millions de m3 de béton prêt à l'emploi (-1,3 % sur 2016), 4 carrières qui ont extrait 2 906 000 tonnes d'agrégats (-0,6 % sur 2016) pour un chiffre d'affaires local de 747,4 millions € (+3,3 % sur 2016). L'effectif est de 2 164 salariés directs.

### Pologne / République Tchèque & Slovaquie
Le groupe est présent dans ces 2 pays (Pologne et ex Tchécoslovaquie) avec les marques Dyckerhoff Polska en Pologne et Cement Hranice et ZAPA beton en Rép. Tchèque/Slovaquie. Il y compte 1 site industriel dans chaque pays où il a produit 2,44 millions de tonnes de ciment en 2017 (+1,9 % sur 2016), 93 centrales à béton qui ont fabriqué 2,4 millions de m3 de béton prêt à l'emploi (+4,3 % sur 2016), 7 carrières qui ont extrait 1.262.000 tonnes d'agrégats (-0,7 % sur 2016) pour un chiffre d'affaires local de 244,9 millions € (+5,9 % sur 2016). L'effectif est de 1 116 salariés directs.

### Ukraine
Le groupe a été présent dans ce pays avec la marque Dyckerhoff Ukraina. En 2024, Buzzi a finalisé la vente de ses actifs en Ukraine à CRH.

### Russie
Le groupe est présent dans ce pays avec les marques Sukholozhskcement et Dyckerhoff Korkino Cement. Il y compte 2 sites industriels où il produit 3,27 millions de tonnes de ciment en 2017 (-0,4 % sur 2016) pour un chiffre d'affaires local de 184,3 millions € (+19,4 % sur 2016). L'effectif est de 1 456 salariés directs.

### États-Unis
Le groupe est très présent dans ce pays depuis longue date avec les marques Buzzi Unicem USA, Alamo Cement et un partenaire Kosmos Cement (25 %). Il y compte 8 sites industriels où il produit 8,1 millions de tonnes de ciment en 2017 (+3,6 % sur 2016), 70 centrales à béton qui ont fabriqué 2,13 millions de m3 de béton prêt à l'emploi (-3,5 % sur 2016), 3 carrières qui ont extrait 1 912 000 tonnes d'agrégats (+9,2 % sur 2016) pour un chiffre d'affaires local de 1,26 milliard US$ (+2,2 % sur 2016). L'effectif est de 2 273 salariés directs.

### Mexique
Le groupe est très présent dans ce pays depuis longue date avec un partenaire Corporación Moctezuma (50 %). Il y compte 3 sites industriels où il produit 7,1 millions de tonnes de ciment en 2017 (+2,6 % sur 2016), 34 centrales à béton qui ont fabriqué 1,16 million de m3 de béton prêt à l'emploi (-8,4 % sur 2016), 4 carrières qui ont extrait 1 156 000 tonnes d'agrégats (+3,3 % sur 2016) pour un chiffre d'affaires local de 775,1 millions US$ (+15,0 % sur 2016). L'effectif est de 1 103 salariés directs.

### Algérie
Le groupe est présent dans ce pays à travers les partenaires Société des Ciments de Hadjar Soud (35 %) et Société des ciments de Sour El Ghozlane (35 %). Il y compte deux sites industriels. La participation financière étant inférieure à 50 %, les données ne sont pas comptabilisées, conformément à la loi italienne, considérant qu'il s'agit d'une simple participation financière dans une société de l'État algérien GICA.

### Autres
Le groupe Buzzi Unicem SpA détient également des participations :
- 25 % de Kosmos Cement Company, qui possède une cimenterie à Louisville (Kentucky),
- 25 % de Salonit Anhovo Gradbeni Materiali, société qui possède une cimenterie en Slovénie, à quelques kilomètres de la frontière italienne. Salonit Anhovo est le principal producteur de ciment du pays.

|                                    | ITA    | ALL   | LUX   | NDL | POL   | Tch/Slk | UKR   | RUS   | USA    | MEX   | ALG | Slov | Total  |
| ---------------------------------- | ------ | ----- | ----- | --- | ----- | ------- | ----- | ----- | ------ | ----- | --- | ---- | ------ |
| Nb centrales à béton               | 159    | 108   | 3     | 14  | 25    | 68      | 5     | -     | 70     | 34    | -   | -    | 486    |
| Volume béton vendu (m3/000)        | 3 093  | 4 455 | *     | *   | 716   | 1 696   | 200   | -     | 2 133  | 1 638 | -   | -    | 12 294 |
| Nb cimenteries                     | 11     | 7     | 2     | -   | 1     | 1       | 2     | 2     | 8      | 3     | 2   | 1    | 40     |
| Vol. ciment vendu (t/000)          | 4 027  | 6 602 | *     | *   | 1 506 | 935     | 1 768 | 3 274 | 8 061  | 7 139 | NC  | NC   | 33 312 |
| Capacité production ciment (t/000) | 10 800 | 7 000 | 1 600 | -   | 1 600 | 1 100   | 3 000 | 4 300 | 10 200 | 8 300 | NC  | NC   | 47 900 |
| Nb carrières granulats             | 6      | 3     | -     | 1   | -     | 7       | -     | -     | 3      | 4     | -   | -    | 24     |
| Vol. granulats vendus (t/000)      | 855    | 2 906 | *     | *   | -     | 1 262   | -     | -     | 1 912  | 1 156 | NC  | NC   | 8 091  |
| % marché ciment du pays            | 21,5   | 16,7  | *     | *   | 9,1   | 23,9    | 18,6  | 5,9   | 2,3    | 17,0  | NC  | NC   |        |